# Fetsund
Fetsund est une localité de Norvège et le centre administratif de la commune de Fet dans le comté d'Akershus. Fetsund compte, au 1er janvier 2012, 7328 habitants. La localité se situe à environ huit kilomètres au sud-est de Lillestrøm.

## Démographie
Depuis 1960 la population a augmenté de 2 % par an. L'augmentation de la population provient de la construction de deux nouveaux quartiers résidentiels.

## Transports
Fetsund a une liaison ferroviaire avec Oslo qui met  21 minutes. Il y a également de nombreuses liaisons de bus jusqu'à Lillestrøm, Bjørkelangen et Trøgstad. La localité a aussi une gare du même nom et deux haltes ferroviaires : Nerdrum et Svingen.
Le premier pont sur le fleuve Glomma a été mis en service en 1862 avec une ligne ferroviaire et une route. Le pont était à l'époque le plus pont ferroviaire de Norvège : 440 m. Le pont a été renouvelé  au même endroit une première fois entre 1872 et 1877 puis une seconde fois entre 1912 et 1918. La route était si peu solide que les bus devaient faire descendre leurs passagers qui traversaient le pont à pied. Un nouveau pont de 595 ma été reconstruit plus au sud en 1959.
Fetsund est traversée par la route nationale 22.

## Culture
Fetsund possède un musée. 

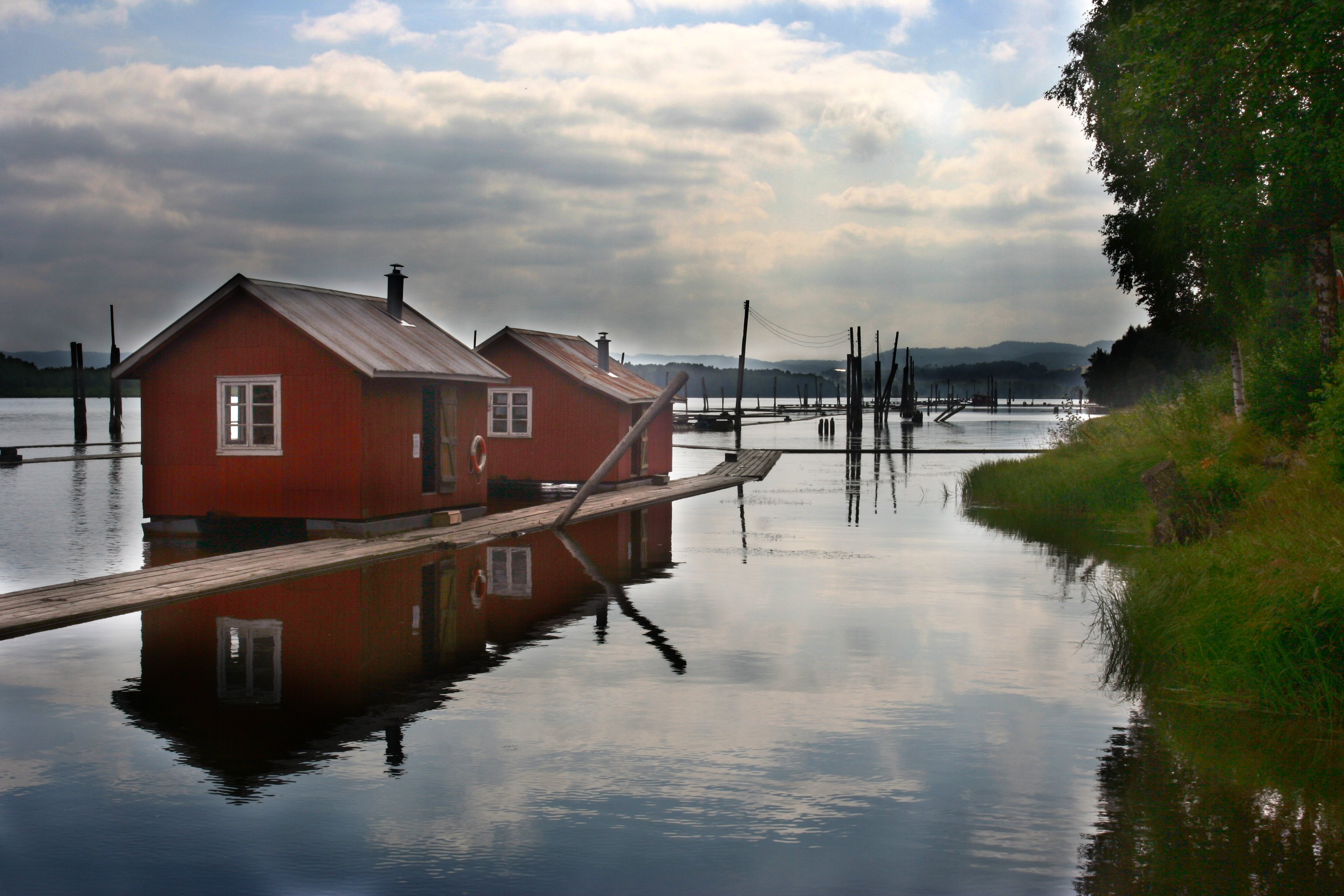
Lensemuseet

Près de l'école Riddersand, se trouve un tumulus : Ridderhaugen, ce sont les restes d'une nécropole de l'Âge du fer.
L'église de Fet, situé dans Fetsund, possède un retable datant de 1600.

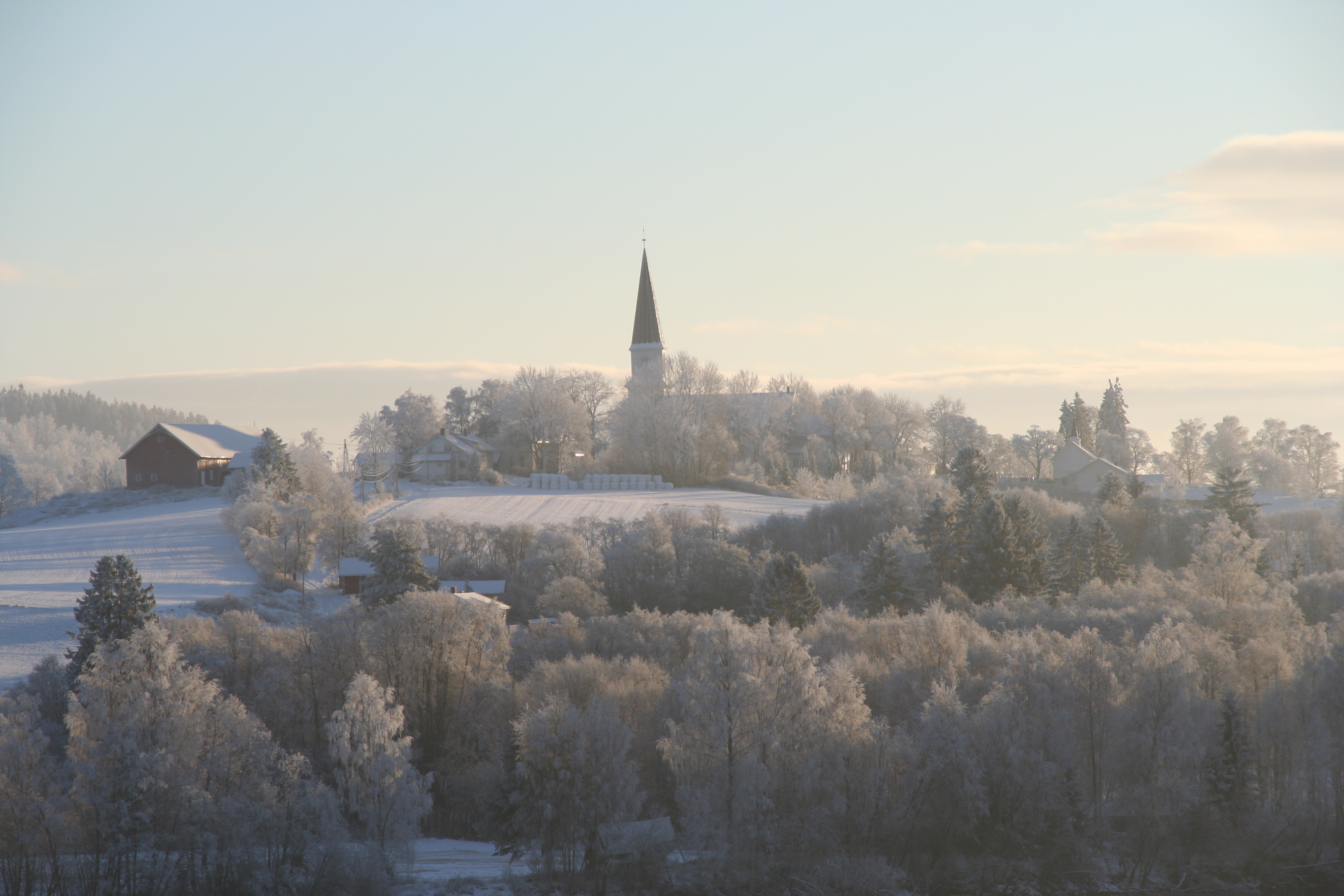
L'église de Fet

## Personnalités de Fetsund
- Harry William Kvebæk (1925-2012), musicien
- Trond Fausa Aurvåg (né en 1972), acteur de théâtre
- Erik Kvebæk, musicien
- Jan Stenerud (né en 1942), footballeur américain
- Espen Søgård (né en 1979), footballeur qui a grandi à Fetsund
- Thomas Skoglund (né en 1983), joueur de hand-ball qui a grandi à Fetsund
- Maiken Caspersen Falla (né en 1990), skieuse de fond
- Roy Khan chanteur de Kamelot

## Crédits
- (no) Cet article est partiellement ou en totalité issu de l’article de Wikipédia en norvégien intitulé « Fetsund » (voir la liste des auteurs).